# باشگاه ورزشی ایسیدرو متاپان
باشگاه ورزشی ایسیدرو متاپان که به طور خلاصه ایسیدرو متاپان شناخته می‌شود، یک باشگاه ورزشی السالوادوری مستقر در متاپان، سانتا آنا، السالوادور است.
این تیم بیشتر به خاطر تیم فوتبال حرفه‌ای‌اش که در لیگ برتر فوتبال السالوادور بازی می‌کند شناخته می‌شود. آنها ۱۰ عنوان لیگ ملی را در فوتبال السالوادور کسب کرده‌اند.
ایسیدرو متاپان در سال ۲۰۰۰ پس از ادغام ایسیدرو منندز و متاپان اف‌سی تاسیس شد. این باشگاه بزرگترین موفقیت خود را در دهه ۲۰۰۰ داشت.
از زمان تشکیل فصل‌های آغازین و پایانی، ایسیدرو متاپان یک باشگاه غالب در فوتبال السالوادور بوده و ۱۰ قهرمانی را به دست آورده است. رقبای محلی سنتی آنها فاس هستند.